# باماتیورت
باماتیورت (به لاتین: Bammatyurt) یک منطقهٔ مسکونی در روسیه است که در خاساویورت واقع شده‌است.